# Beilschmiedia sulcata
Beilschmiedia sulcata là loài thực vật có hoa trong họ Nguyệt quế. Loài này được (Ruiz & Pav.) Kosterm. miêu tả khoa học đầu tiên năm 1938.